# Ryder Bay
Die Ryder Bay (in Argentinien Caleta Mandisoví) ist eine 10 km breite und 6,5 km lange Bucht an der Südostküste der westantarktischen Adelaide-Insel 8 km östlich des Mount Gaudry. Die Léonie-Inseln liegen in der Einfahrt zu dieser Bucht.
Entdeckt und erstmals vermessen wurde sie 1909 bei der Fünften Französischen Antarktisexpedition unter der Leitung des Polarforschers Jean-Baptiste Charcot. Die British Graham Land Expedition (1934–1937) unter der Leitung des australischen Polarforschers John Rymill und der Falkland Islands Dependencies Survey im Jahr 1948 nahmen neuerliche Vermessungen vor. Namensgeber der Bucht ist Lisle Charles Dudley Ryder (1902–1940), zweiter Maat auf der Penola während Rymills Forschungsreise. Namensgeberin der argentinischen Benennung ist Mandisoví, eine von Manuel Belgrano gegründete Ortschaft in der Provinz Entre Ríos.